# .exe
إي اكس إي (بالإنجليزية exe) هو امتداد للملفات يصلح للعمل على أنظمة التشغيل التابعة لشركة مايكروسوفت مثل دوس وويندوز وما يتبعها من أنظمة تشغيل مثل رياكت.أو.إس وأو إس/2، يعد من أشهر ألإمتدادات في عالم أنظمة التشغيل، وذلك لأنه بجانب تمثيلة لملفات التشغيل لمعظم البرامج، فإنة يصلح لتخزين موارد نظام التشغيل مثل الصور والأيقونات، مايؤهله للعمل على أي واجهة مستخدم رسومية.

## ملفات تشغيل بصيغة إى أكس إى

### دوس
- ملفات تشغيل دوس أم زد: وهي ملفات التشغيل الأساسية في نظام دوس
- ملفات دوت كوم: وهي ملفات التشغيل للملفات ذات امتداد دوت كوم

### أو إس/2
- ملفات تشغيل خطية: وهي ملفات معدة خصيصا للتعامل مع نظام تشغيل أو إس/2 ويمكن تشغيلها على دوس باستخدام أي برنامج لمد الدوس
- ملفات تشغيل خطية مختلطة: نفس النوع السابق ولكنها تعمل مع بعض بيئات ويندوز باستخدام برنامج مد الدوس

### ويندوز
- ملف تشغيلي 32 بت: أشهر الملفات بهذا الامتداد، قدم لأول مرة مع ويندوز إن تى وهو الأكثر استخداما مع بيئات ويندوز المتوفرة حاليا
- ملف تشغيل 64-بت: يستخدم هذا النوع مع إصدارات ويندوز الداعمة لمعالجات 64-بت

### أنظمة أخرى
بجانب تلك الملفات، توجد العديد من الصيغ المعدلة مثل (W3، w4، wmm3)

## وصلات خارجية
- Dependency Walker
- MZ EXE header format